# LIQUID (장재인의 EP)
《LIQUID》는 대한민국의 가수 장재인의 세 번째 미니 앨범이다. 2015년 6월 11일에 발매되었다.

## 트랙리스트
| #  | 제목                           | 작사   | 작곡   | 편곡   | 재생 시간 |
| -- | ------------------------------ | ------ | ------ | ------ | --------- |
| 1. | 〈나의 위성〉                  | 장재인 | 정석원 | 정석원 | 3:31      |
| 2. | 〈LIQUID〉                     | 장재인 | 윤종신 | 조정치 | 4:19      |
| 3. | 〈클라이막스〉                 | 장재인 | 조정치 | 조정치 | 4:26      |
| 4. | 〈그댄 너무 알기 쉬운 남자야〉 | 장재인 | 윤종신 | 조정치 | 4:43      |
| 5. | 〈밥을 먹어요〉                | 장재인 | 윤종신 | 조정치 | 4:05      |
| 6. | 〈그거〉                       | 장재인 | 윤종신 | 조정치 | 4:01      |

## 평가
| 전문가 평가 | 전문가 평가 |
| 평가 점수   | 평가 점수   |
| 출처        | 점수        |
| ----------- | ----------- |
| 이즘        | 3/별        |
| 웨이브      | 7/별        |

이즘의 정민재는 "노래를 완성하는 것은 보편적인 단어로 구성된 그의 언어와 그만의 유니크한 보컬이다. 제인 버킨에서 장필순을 폭 넓게 훑어내는 고품질 포크는 지금껏 장재인이 선보인 어떤 음악보다도 그에게 잘 어울린다."며 별점 만점 5점 중 3점을 부여했다. 웨이브의 김세철은 "음반의 가사들은 이렇게 물음표를 붙여가며 장재인을 제멋대로 상상하게 하고, 음반 단위의 감정이입을 가능하게 한다. 음반은 기타를 축으로 끈적함과 편안함을 요령 있게 오가고, 장재인은 숨을 더 섞거나 힘을 빼는 식으로 음반의 정서를 잘 조율하고 있다."며 별점 만점 10점 중 7점을 부여했다.

## 차트 성적
음반 부문에서는 가온 앨범 차트 주간 15위, 월간 48위를 기록하였다.

## 크레딧
- Producer : 윤종신
- Technical Producer : 조정치
- Story : 장재인

- Management Director : 노의진, 조배현
- A&R Director : 윤상식
- Contents & Marketing Director : 최진권

- A&R : 유예나, 조민휘, 원대연, 허우현
- Sound & Engineering : 김일호, 심소연

- Contents & Marketing : 강성혜, 고두리, 김보람, 안지희, 정지연, 유정미, 황윤호, 윤이삭, 김진주, 오송이, 김소진, 노정인
- Video : 김형민, 고태민, 오아름, 김정혜

- Management : 이석진, 윤일주, 하영진, 방재혁, 김낙현, 최은성, 이원석, 임동규, 박은수, 임수혁, 이형기, 이소민, 손지은
- Public Relations : 이진영, 임영진, 김효진, 도민영

- Photographer : 유영규(@ART HUB TEO)
- Stylist : 김윤미(@AGENCY SEED)
- Hair Stylist : 임철우(@아우라뷰티)
- Make-up Artist : 안희정(@아우라뷰티)
- Design & Artwork : 고주연(@KLUCY STUDIO)
- M/V Director : 김형민

- Administration Support : 조영심, 신윤숙, 채정연, 박예지

- Executive Supervisor : 안종오, 이학희
- Executive Producer : 윤종신(@미스틱89) 조영철(@에이팝 엔터테인먼트)
- Album Production : 미스틱89

| - 나의 위성 - Drum Programming : 정석원 - Acoustic Guitar : 조정치 - Piano & Keyboards: 정석원 - Chorus : A.T - Recorded by : 심소연(@STUDIO89) - Mixed by : 조준성(@W SOUND) - Mastered by : Stuart Hawkes(@METROPOLIS) | - LIQUID - Drum : 신석철 - Bass : 황호규 - Acoustic & Electric Guitar : 조정치 - Organ & Synthesizer : 조정치 - Electric Piano : Ginagram - Chorus : 하림 - Recorded by : 심소연(@STUDIO89), 강효민, 이원경(@BRICKWALL SOUND) - Mixed by : 김일호(@STUDIO89) - Mastered by : Stuart Hawkes(@METROPOLIS) | - 클라이막스 - Drum : 신석철 - Bass : 최훈 - Acoustic & Electric Guitar : 조정치 - Acoustic & Electric Piano : Ginagram - Strings Arranged & Conducted by : 박인영 - Strings : 융스트링 - Chorus : 하림 - Recorded by : 심소연(@STUDIO89), 강효민, 이원경(@BRICKWALL SOUND), 노양수, 백경훈(@T SOUND) - Mixed by : 김일호(@STUDIO89) - Mastered by : Stuart Hawkes(@METROPOLIS) |

| - 그댄 너무 알기 쉬운 남자야 - Drum Programming : 조정치 - Drum : 신석철 - Bass : 최훈 - Electric Guitar : 조정치 - Synthesizer : 조정치 - Electric Piano : Ginagram - Chorus : 조규찬 - Recorded by : 심소연(@STUDIO89), 강효민, 이원경(@BRICKWALL SOUND) - Mixed by : 김일호(@STUDIO89) - Mastered by : Stuart Hawkes(@METROPOLIS) | - 밥을 먹어요 - Drum : 신석철 - Contrabass : 황호규 - 12 String, Acoustic, Nylon Guitar & Ukulele : 조정치 - Synthesizer : 조정치 - Chorus : 조규찬 - Recorded by : 심소연(@STUDIO89), 강효민, 이원경(@BRICKWALL SOUND) - Mixed by : 김일호(@STUDIO89) - Mastered by : Stuart Hawkes(@METROPOLIS) | - 그거 - Drum : 신석철 - Bass : 최훈 - Acoustic & Electric Guitar : 조정치 - Electric Piano : Ginagram - Strings Arranged & Conducted by : 박인영 - Strings : 융스트링 - Chorus : 하림 - Recorded by : 심소연(@STUDIO89), 강효민, 이원경(@BRICKWALL SOUND), 노양수, 백경훈(@T SOUND) - Mixed by : 김일호(@STUDIO89) - Mastered by : Stuart Hawkes(@METROPOLIS) |